# 皮膚病変KOH試験

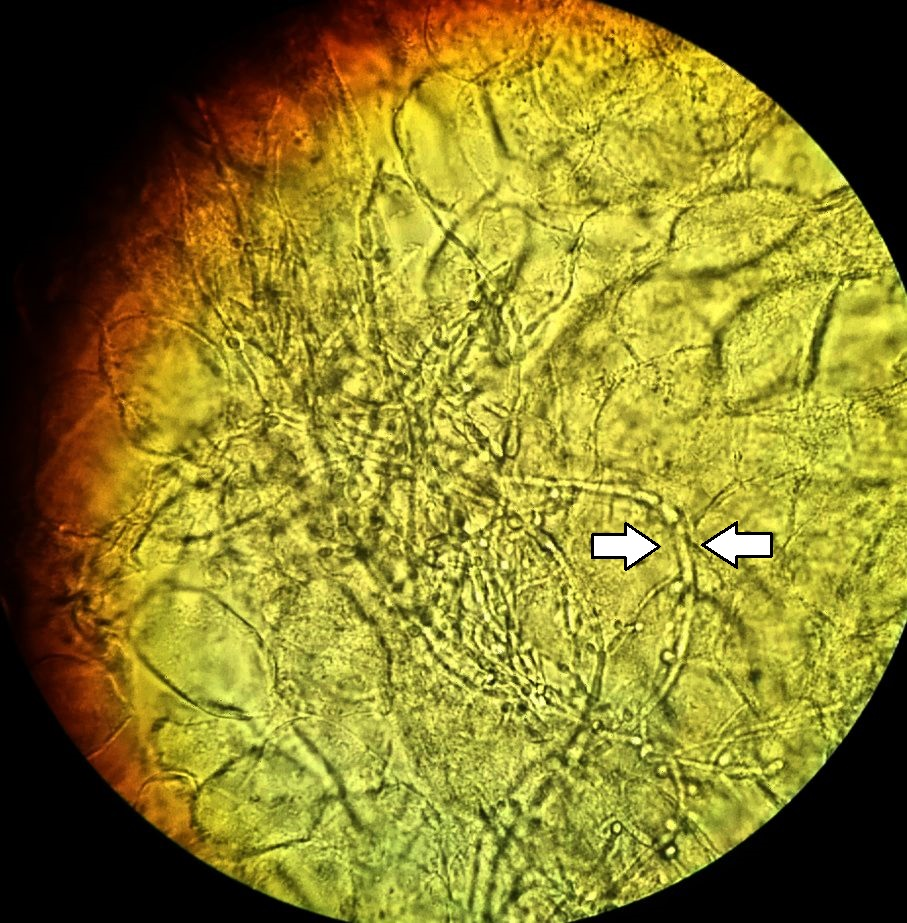
KOH試験で、円形の膣上皮細胞に囲まれたカンジダ・アルビカンスの偽菌糸のスリングが認められ、カンジダ性外陰炎と診断される。

皮膚病変KOH試験（ひふびょうへんケーオーエイチしけん、英語: KOH Test）は、皮膚が真菌感染症（白癬菌、いわゆる水虫）に感染していないか判定するための試験。

## 概要
採取した皮膚や爪を水酸化カリウムで溶解し、白癬菌を見やすくすることができる。
観察は光学顕微鏡にて行われ、白癬菌がいれば白癬、見つからなければ白癬とは判定されない。
病変組織の判定は皮膚科医師によって行われる。
 